# Rahtla
Rahtla – wieś w Estonii, w prowincji Sarema, w gminie Mustjala. Na północny zachód od wsi znajduje się płytkie jezioro Kooru järv.